# Liste der Lieder von Heldmaschine
Dies ist eine Liste der Lieder der deutschen NDH-Musikgruppe Heldmaschine.

## Eigenkompositionen

### A
| Titel                 | Autoren      | Album              | Jahr |
| --------------------- | ------------ | ------------------ | ---- |
| Alles eins            | Heldmaschine | Himmelskörper      | 2016 |
| Alles was du brauchst | Heldmaschine | Weichen und Zunder | 2012 |
| Auf allen Vieren      | Heldmaschine | Himmelskörper      | 2016 |

### C
| Titel      | Autoren      | Album      | Jahr |
| ---------- | ------------ | ---------- | ---- |
| Chefsache  | Heldmaschine | Propaganda | 2014 |
| Collateral | Heldmaschine | Lügen      | 2015 |

### D
| Titel                     | Autoren      | Album              | Jahr |
| ------------------------- | ------------ | ------------------ | ---- |
| Das Mass ist voll         | Heldmaschine | Himmelskörper      | 2016 |
| Der Hammer fällt          | Heldmaschine | Lügen              | 2015 |
| Die Braut, das Meer       | Heldmaschine | Himmelskörper      | 2016 |
| Die Geister, die ich rief | Heldmaschine | Im Fadenkreuz      | 2019 |
| Die Maschine spricht      | Heldmaschine | Himmelskörper      | 2016 |
| Die Zeit ist reif         | Heldmaschine | Lügen              | 2015 |
| Doktor                    | Heldmaschine | Weichen und Zunder | 2012 |
| Du darfst das nicht       | Heldmaschine | Propaganda         | 2014 |
| Dünnes Eis                | Heldmaschine | Himmelskörper      | 2016 |

### E
| Titel                  | Autoren      | Album              | Jahr |
| ---------------------- | ------------ | ------------------ | ---- |
| Ein Traum              | Heldmaschine | Lügen              | 2015 |
| Einmal ist keinmal     | Heldmaschine | Lügen              | 2015 |
| Eiszeit                | Heldmaschine | Eiszeit            | 2025 |
| Erfroren und verbrannt | Heldmaschine | Weichen und Zunder | 2012 |
| Es brennt              | Heldmaschine | Propaganda         | 2014 |

### F
| Titel       | Autoren      | Album              | Jahr |
| ----------- | ------------ | ------------------ | ---- |
| Foltergeist | Heldmaschine | Weichen und Zunder | 2012 |

### G
| Titel                 | Autoren      | Album              | Jahr |
| --------------------- | ------------ | ------------------ | ---- |
| Gammelfleisch         | Heldmaschine | Weichen und Zunder | 2012 |
| Gegenwind             | Heldmaschine | Himmelskörper      | 2016 |
| Gnadenlos             | Heldmaschine | Weichen und Zunder | 2012 |
| Gottverdammter Mensch | Heldmaschine | Im Fadenkreuz      | 2019 |

### H
| Titel          | Autoren      | Album              | Jahr |
| -------------- | ------------ | ------------------ | ---- |
| Hand in Hand   | Heldmaschine | Eiszeit            | 2025 |
| Härter         | Heldmaschine | Im Fadenkreuz      | 2019 |
| Heldmaschine   | Heldmaschine | Weichen und Zunder | 2012 |
| Herz aus Stein | Heldmaschine | Propaganda         | 2014 |
| Himmelskörper  | Heldmaschine | Himmelskörper      | 2016 |

### I
| Titel                | Autoren      | Album         | Jahr |
| -------------------- | ------------ | ------------- | ---- |
| Ich bin ein Star     | Heldmaschine | Eiszeit       | 2025 |
| Ich, ich, ich        | Heldmaschine | Im Fadenkreuz | 2019 |
| Ich komme            | Heldmaschine | Propaganda    | 2014 |
| Ich will dein Bestes | Heldmaschine | Lügen         | 2015 |

### K
| Titel                | Autoren      | Album              | Jahr |
| -------------------- | ------------ | ------------------ | ---- |
| Karl Denke           | Heldmaschine | Eiszeit            | 2025 |
| Kein zurück          | Heldmaschine | Himmelskörper      | 2016 |
| Keine Angst          | Heldmaschine | Eiszeit            | 2025 |
| Klingt wie Rammstein | Heldmaschine | Im Fadenkreuz      | 2019 |
| Königin              | Heldmaschine | Weichen und Zunder | 2012 |
| Kreuzzug             | Heldmaschine | Propaganda         | 2014 |

### L
| Titel          | Autoren      | Album             | Jahr |
| -------------- | ------------ | ----------------- | ---- |
| Leben          | Heldmaschine | Im Fadenkreuz     | 2019 |
| Leck mich fett | Heldmaschine | Im Fadenkreuz     | 2019 |
| Lockdown       | Heldmaschine | Lockdown (Single) | 2021 |
| Luxus          | Heldmaschine | Im Fadenkreuz     | 2019 |

### M
| Titel           | Autoren      | Album         | Jahr |
| --------------- | ------------ | ------------- | ---- |
| Maschinenliebe  | Heldmaschine | Im Fadenkreuz | 2019 |
| Maskenschlacht  | Heldmaschine | Lügen         | 2015 |
| Meine Welt      | Heldmaschine | Eiszeit       | 2025 |
| Menschenfresser | Heldmaschine | Propaganda    | 2014 |

### N
| Titel           | Autoren      | Album      | Jahr |
| --------------- | ------------ | ---------- | ---- |
| Nachts am Kanal | Heldmaschine | Propaganda | 2014 |
| Nur ein Lächeln | Heldmaschine | Eiszeit    | 2025 |

### P
| Titel      | Autoren      | Album      | Jahr |
| ---------- | ------------ | ---------- | ---- |
| Propaganda | Heldmaschine | Propaganda | 2014 |

### R
| Titel      | Autoren      | Album              | Jahr |
| ---------- | ------------ | ------------------ | ---- |
| R          | Heldmaschine | Himmelskörper      | 2016 |
| Radioaktiv | Heldmaschine | Weichen und Zunder | 2012 |
| Radioshow  | Heldmaschine | Radioshow (Single) | 2020 |
| Raus       | Heldmaschine | Eiszeit            | 2025 |

### S
| Titel                | Autoren      | Album         | Jahr |
| -------------------- | ------------ | ------------- | ---- |
| Schachmatt           | Heldmaschine | Eiszeit       | 2025 |
| Schlag mich          | Heldmaschine | Eiszeit       | 2025 |
| Schlafspiel          | Heldmaschine | Eiszeit       | 2025 |
| Schwerelos           | Heldmaschine | Lügen         | 2015 |
| Sehnsucht            | Heldmaschine | Eiszeit       | 2025 |
| Sexschuss            | Heldmaschine | Himmelskörper | 2016 |
| Spieglein, Spieglein | Heldmaschine | Himmelskörper | 2016 |
| Springt!             | Heldmaschine | Im Fadenkreuz | 2019 |

### T
| Titel      | Autoren      | Album      | Jahr |
| ---------- | ------------ | ---------- | ---- |
| Todesspiel | Heldmaschine | Propaganda | 2014 |
| Tränenblut | Heldmaschine | Lügen      | 2015 |
| Treibsand  | Heldmaschine | Propaganda | 2014 |

### V
| Titel      | Autoren      | Album              | Jahr |
| ---------- | ------------ | ------------------ | ---- |
| Völkerball | Heldmaschine | Weichen und Zunder | 2012 |

### W
| Titel              | Autoren      | Album              | Jahr |
| ------------------ | ------------ | ------------------ | ---- |
| Webterrorist       | Heldmaschine | Eiszeit            | 2025 |
| Weichen und Zunder | Heldmaschine | Weichen und Zunder | 2012 |
| Weiter!            | Heldmaschine | Propaganda         | 2014 |
| Wer einmal lügt    | Heldmaschine | Lügen              | 2015 |
| Wie ein Orkan      | Heldmaschine | Im Fadenkreuz      | 2019 |
| Wir danken euch    | Heldmaschine | Lügen              | 2015 |

### Z
| Titel         | Autoren      | Album         | Jahr |
| ------------- | ------------ | ------------- | ---- |
| Zwei Sekunden | Heldmaschine | Im Fadenkreuz | 2019 |

## Coverversionen
| Titel       | Autoren              | Album              | Jahr |
| ----------- | -------------------- | ------------------ | ---- |
| Die Roboter | Kraftwerk            | Lügen              | 2015 |
| La Paloma   | Sebastian de Yradier | Weichen und Zunder | 2012 |

## Remixe
| Titel              | Autoren   | Album                            | Jahr |
| ------------------ | --------- | -------------------------------- | ---- |
| Das Gerücht        | Tanzwut   | Höllenfahrt (limitierte Edition) | 2013 |
| Es gibt dich nicht | Erdling   | Supernova (Deluxe Edition)       | 2017 |
| Liebeslied         | Ost+Front | Freundschaft (EP)                | 2014 |